# Битка за Кола
Битката за Кола се провежда от 2 декември 1939 до 13 март 1940 по време на Зимната война между Финландия и Съветския съюз. Финландските войски отбраняват линията на река Кола, която е и важен транспортен възел.

## Предистория
В началото на Зимната война през 1939 г. финландското командване съсредоточава основните си сили в Карелския провлак и в областта северно от Ладожкото езеро, преценявайки, че само тези райони са достъпни за мащабни офанзиви на съветската армия. На така наречената линия „Манерхайм“ в Карелския провлак финландският главнокомандващ Карл Манерхайм планира защитна стратегия. Поделенията на IV корпус, намиращи се северно от Ладожкото езеро, трябва да отблъснат съветските нападения, след което да пристъпят към ответен удар.
Противно на очакванията на финландците съветските войски настъпват по цялото протежение на границата. Планът на командващия на Ленинградския военен окръг Кирил Мерецков предвижда 56-а дивизия да премине границата край град Сувилахти. Целта ѝ е да заобиколи по фланга финландския IV корпус и да прекъсне железопътната мрежа в региона. Далечната цел на операцията е разбиването на финските отряди северно от Ладожкото езеро и атакуване на линията „Манерхайм“ в тил.

## Битката
В ранните часове на 30 ноември 1939 г. частите на 56-а дивизия преминават границата северно и южно от Сувилахти. Финландците могат да осигурят само два пехотни полка (JR 34 и JR 36) срещу съветското настъпление. На 2 декември те отстъпват. Преди това местните жители са евакуирани, а самото селище е опожарено. След падането на Сувилахти финландските войскови части оказват отпор на река Питсоньоки.
На 3 декември Манерхайм заповядва, противно на съвета на командира на JR 34 полк Вилхелм Тайтинен, фронтална контраатака срещу противника. Тайтинен желае да прати главните си войскови части по съветския фланг. Финландските воинйци са вече изтощени от по-ранните боеве, а някои от подразделенията все още не са получили зимна екипировка и оръжия. Атаката не е обмислена и се оказва не на място. Войниците побягват при появата на съветските танкове. Паниката води до безредно отстъпление чак до река Коланьоки, близо до селището Лоймола. Селцето, разположено на железопътната линия, е снабдителна база на IV корпус. На 7 декември съветската дивизия опитва да пробие финската бойна линия, атакувайки с танкове, пехота и самолети, но атаките са отбити.
С течение на времето боевете около Коланьоки се превръщат все повече и повече в позиционна война. съветските опити за сломяване на финландската съпротива продължават до края на войната през март 1940 г. До края на януари в района са струпани четири съветски дивизии с близо 200 оръдия срещу 20 оръдия на финландците, които също получават подкрепления от командира на IV корпус Волдемар Хеглунд.

## Последствия
Успешната съпротива на финландците в района на Лоймола попречва на съветските войски да осъществят своята стратегическа цел – обхождане и разбиване на финландския IV корпус. Неочакваната съветска атака обаче налага на IV корпус да използва резервите си и така отлага финландската контраофанзива.
Легендарният снайперист Симо Хаюха, наричан от руснаците „Бялата смърт“, служи за страната си, Финландия, по време на войната.